# Om en måned
|  | Denne artikel er oprettet af botten Steenthbot ud fra en ekstern database. Den kan derfor have sproglige fejl eller mangler. Denne skabelon kan fjernes efter kontrol af indholdet. |

Om en måned er en dansk børnefilm fra 2017 instrueret af Jonas Kærup Hjort.

## Handling
På en gammel fabrik, midt ude i mørket, sidder en gruppe arbejdere og venter på ubestemt tid. Ved hver fuldmåne, ringer den eneste kontakt til omverdenen: en telefon. Og altid med samme besked: Vær tålmodige. Vi er på vej. Da en tragisk hændelse opstår, efterlades gruppen uden anden autoritet end telefonen. Gradvist opløses de vanlige rutiner, og flokken oplever en ny side af livet. Indtil det går for vidt…

## Medvirkende
- Basse J. Dam
- Finn Storgaard
- Folmer Gry Kristiansen
- Kristian Holm Joensen
- Niels Borksand
- Ole Hinsch
- Peter Damm-Ottesen